# Pindsvinet i tågen
Pindsvinet i tågen (russisk: Ёжик в тумане) er en sovjetisk animationsfilm fra 1975 af Jurij Nornsjtejn.